# Gran Premi de França del 1996
Resultats del Gran Premi de França de Fórmula 1 de la temporada 1996, disputat al circuit de Nevers Magny-Cours el 30 de juny del 1996.

## Resultats
| Posició | Númeor | Pilot                 | Equip                  | Voltes | Temps/ Retirada                 | Pos. de sortida | Punts |
| ------- | ------ | --------------------- | ---------------------- | ------ | ------------------------------- | --------------- | ----- |
| 1       | 5      | Damon Hill            | Williams - Renault     | 72     | 1h 36' 29. 2                    | 2               | 10    |
| 2       | 6      | Jacques Villeneuve    | Williams - Renault     | 72     | + 8.127 s                       | 6               | 6     |
| 3       | 3      | Jean Alesi            | Benetton - Renault     | 72     | + 46.442 s                      | 3               | 4     |
| 4       | 4      | Gerhard Berger        | Benetton - Renault     | 72     | + 46.859 s                      | 4               | 3     |
| 5       | 7      | Mika Häkkinen         | McLaren - Mercedes     | 72     | + 1' 02.774 s                   | 5               | 2     |
| 6       | 8      | David Coulthard       | McLaren - Mercedes     | 71     | + 1 Volta                       | 7               | 1     |
| 7       | 9      | Olivier Panis         | Ligier - Mugen - Honda | 71     | + 1 Volta                       | 9               |       |
| 8       | 12     | Martin Brundle        | Jordan - Peugeot       | 71     | + 1 Volta                       | 8               |       |
| 9       | 11     | Rubens Barrichello    | Jordan - Peugeot       | 71     | + 1 Volta                       | 10              |       |
| 10      | 19     | Mika Salo             | Tyrrell - Yamaha       | 70     | + 2 Voltes                      | 13              |       |
| 11      | 16     | Ricardo Rosset        | Footwork - Hart        | 69     | + 3 Voltes                      | 19              |       |
| 12      | 20     | Pedro Lamy            | Minardi - Ford         | 69     | + 3 Voltes                      | 18              |       |
| DSQ     | 14     | Johnny Herbert        | Sauber - Ford          | 70     | Irregularitats a la carrosseria | 16              |       |
| Ret     | 15     | Heinz-Harald Frentzen | Sauber - Ford          | 56     | Accelerador                     | 12              |       |
| Ret     | 18     | Ukyo Katayama         | Tyrrell - Yamaha       | 33     | Motor                           | 14              |       |
| Ret     | 22     | Luca Badoer           | Forti F1 - Ford        | 29     | Prob. amb el combustible        | 20              |       |
| Ret     | 10     | Pedro Diniz           | Ligier - Mugen - Honda | 28     | Motor                           | 11              |       |
| Ret     | 17     | Jos Verstappen        | Footwork- Hart         | 10     | Direcció                        | 15              |       |
| Ret.    | 2      | Eddie Irvine          | Ferrari                | 5      | Caixa canvi                     | 22              |       |
| Ret.    | 21     | Giancarlo Fisichella  | Minardi - Ford         | 2      | Bomba de combustible            | 17              |       |
| Ret.    | 23     | Andrea Montermini     | Forti F1 - Ford        | 2      | Part elèctrica                  | 21              |       |
| NVS     | 1      | Michael Schumacher    | Ferrari                | 0      | Motor                           | 1               |       |

## Altres
- Pole: Michael Schumacher 1' 15. 989

- Volta ràpida: Jacques Villeneuve 1' 18. 610 (a la volta 48)